# Julio Quintana
Julio Quintana (1904. július 13.  – 1981. június 16.) perui válogatott labdarúgó.
A perui válogatott tagjaként részt vett az 1930-as világbajnokságon.

## Külső hivatkozások
- Julio Quintana a FIFA.com honlapján Archiválva 2015. február 4-i dátummal a Wayback Machine-ben